# Ceramothyrium
Ceramothyrium es un género de hongos en la familia Chaetothyriaceae.